# Jornal do Commercio (Recife)
Jornal do Commercio é um jornal brasileiro editado em língua portuguesa baseado no Recife, capital do estado de Pernambuco. Pertence ao Sistema Jornal do Commercio de Comunicação, braço de mídia do Grupo JCPM, do qual também fazem parte a Rádio Jornal, a JC FM, a TV Jornal, o portal NE10 e vários outros meios de comunicação. É o maior periódico do Estado e também um dos maiores do País. Tem como missão "levar informação e entretenimento ao público pautando-se pela defesa da democracia, da justiça social e da livre iniciativa". Sua versão digital, o JC Online, surgiu em 2011 e é um dos sites de notícias mais acessados do Nordeste.
O Jornal do Commercio é integrante da Associação Nacional de Jornais. Sua circulação impressa paga é de cerca de 37 mil exemplares por dia (dados de 2018, auditados pelo Instituto Verificador de Circulação, IVC).  Sua versão online (jc.com.br) recebe uma média de 11 milhões de pageviews por mês, segundo dados da Comscore.

## História
Fundado em 3 de abril de 1919 por Francisco Pessoa de Queirós, o jornal figura entre os periódicos de maior credibilidade do Brasil e já conquistou ao longo de sua história muitos dos principais prêmios nacionais destinados ao setor de comunicação, como o Esso Regional Nordeste, Fiat Allis, Vladimir Herzog, Imprensa Embratel, Unisys e José Reis de divulgação científica, entre outros. A publicação também é recordista absoluta do Prêmio Cristina Tavares, maior reconhecimento jornalístico pernambucano, com dezenas de troféus em texto, arte, foto e desenho.
Entre os reconhecimentos mundiais, estão o Prêmio Desertificação: Uma Ameaça Global, conferido pela ONU, o da International Library of Photography e vários reconhecimentos no News Page Design (que elege as melhores capas de jornais do mundo). Foi ganhador de várias premiações nacionais, como o Esso de Jornalismo, Prêmio CNH, Prêmio Imprensa Embratel e Vladimir Herzog de Direitos Humanos.
O JC encerrou as edições impressas em março de 2021, migrando completamente para o formato digital, seguindo a tendência de outros veículos do país.
Em agosto de 2022, o JC retirou o paywall e com isso todo o seu conteúdo e as edições do dia em PDF passaram a ser disponibilizados de forma gratuita no site e aplicativo móvel.

## Editorias
- Política
- Brasil
- Cidades
- Internacional
- Economia
- Esportes
- Opiniões
- JC+ (Cultura, Social1, Televisão entre outros)

## Cadernos semanais
- Carro Arretado
- Emprego&Concurso
- VidaFit
- Saúde e Bem Estar
- Mobilidade
- Casa Saudável
- Grande Recife
- Religião
- JC TV
- Arquitetura & Design

## Prêmios

### Prêmio ExxonMobil de Jornalismo(Esso)
1995
- Esso Regional Nordeste, concedido a Gilvandro Filho, Fernando Menezes, Samarone Lima, Nádia Ferreira, Vladimir Calheiros e Duda Guenes, pela obra "A BOMBA DOS GUARARAPES"[6]

2002
- Esso Regional Nordeste, concedido a Eduardo Machado, pela reportagem "Raízes da Violência"[7]

2009
- Esso de Fotografia, concedido a Arnaldo Carvalho, pela obra "Exilados na Fome"
- Esso de Criação Gráfica, na categoria jornal, concedido a Bruno Falcone e Yana Parente, pela obra "Os Sertões'[8]

### Prêmio Vladimir Herzog
Prêmio Vladimir Herzog de Multimídia
| Ano  | Autir                            | Veículo de mídia | Autor       | Resultado |
| ---- | -------------------------------- | ---------------- | ----------- | --------- |
| 2018 | Ciara Carvalho e Juliana de Melo | NE10 Recife/PE   | “UmaPorUma” | Venceu    |